# Splitterbombe

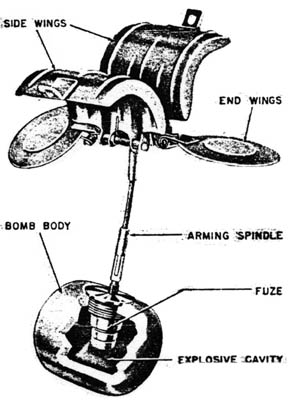
Deutsche Splitterbombe des Typs SD 2 aus dem Zweiten Weltkrieg

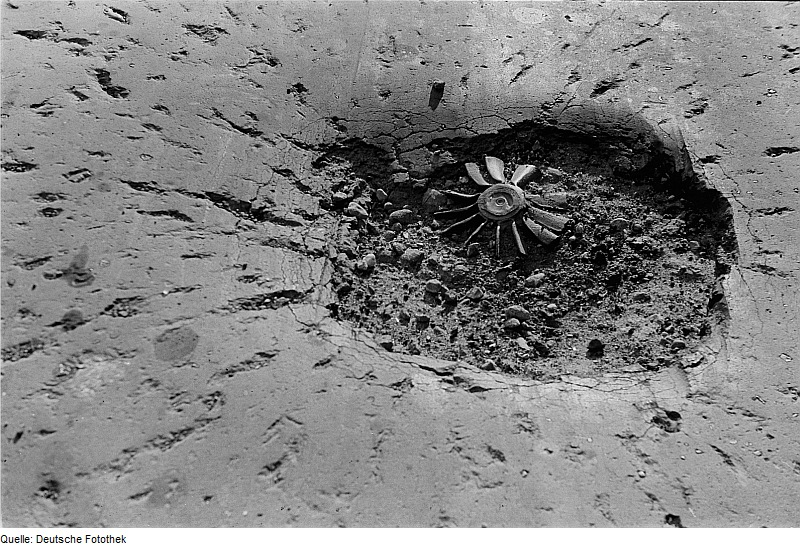
Windrad einer kleinkalibrigen Splitterbombe (ca. 10–12 kg) in Dresden nach der Bombardierung vom 13./14. Februar 1945

Als Splitterbombe bezeichnet man mit einem Explosivstoff gefüllte Abwurfkampfmittel, deren Vernichtungswirkung überwiegend durch die Vielzahl von Metallteilen (Splitter) erzielt wird, die bei der Explosion in alle Richtungen verteilt werden, und im Regelfall nur zu einem sehr geringen Teil durch die Detonationswelle (Gasschlag) des jeweiligen Sprengstoffes. Gegenüber konventionellen Sprengbomben besitzen Splitterbomben einen geringeren Sprengstoffanteil sowie eine geringere Sprengkraft. Der Bombenkörper hat eine relativ dickwandige, fragmentierende Ummantelung. Teilweise enthält die Bombenhülle auch zusätzliches Splittermaterial.
Man unterscheidet zwischen Splitterbomben, die schwere, und solchen, die leichte Splitter erzeugen. Schwere Splitter wirken primär gegen Fahrzeuge und Material. Leichte Splitter wirken gegen lebende Ziele, sogenannte Weichziele. Für Menschen, die sich im Splitterwirkungskreis aufhalten, besteht ein hohes Risiko schwerer multipler Verletzungen mit Todesfolge.
Die Wirkung der Splitterbombe kann noch erhöht werden, wenn sie bereits knapp über dem Boden zur Explosion gebracht wird. Dies kann mittels eines  Näherungszünders oder durch die Anwendung eines Dinort-Stabes an der Bombenspitze erreicht werden. 